# Энке, Роберт
Ро́берт Э́нке (нем. Robert Enke; 24 августа 1977, Йена — 10 ноября 2009, Нойштадт-ам-Рюбенберге) — немецкий футболист, вратарь. Играл за «Ганновер 96» в немецкой Бундеслиге. До этого играл за большое количество команд из Германии и других стран. Являлся игроком национальной сборной.

## Биография

### Клубная карьера
Роберт Энке родился 24 августа 1977 года в Йене. Там же начал профессионально заниматься футболом. Воспитанник клуба «Карл Цейсс Йена». В возрасте 18 лет он сыграл свой первый матч на взрослом уровне за «Карл Цейсс», против команды «Ганновер 96».
Перед началом сезона 1996/97 Энке перешёл в «Боруссию» (Мёнхенгладбах). Изначально он был принят в юниорскую команду, где хорошо проявил себя, после чего был переведён в основной состав. В составе «Боруссии» провёл три сезона, боролся за место в составе с Уве Кампсом, вызывался в молодёжную сборную страны, где провёл 15 игр.
После вылета «Боруссии» из Бундеслиги по итогам сезона 1998/99 Энке занялся поисками нового клуба, получил ряд предложений и в итоге подписал контракт с португальской «Бенфикой». То время для «Бенфики» было сложным: тренеры быстро менялись, команда играла нестабильно, имелись и финансовые проблемы.
В 2002 году Энке перешёл по свободному трансферу в «Барселону». В каталонском клубе он провёл в сезоне 2002/03 всего четыре официальных игры (одну в Примере, одну в кубке страны, две в Лиге чемпионов), будучи третьим вратарём после Роберто Бонано и Виктора Вальдеса. В начале следующего сезона, когда Луи ван Гала сменил Франк Райкард, Энке был отдан в аренду в турецкий «Фенербахче». В обратном направлении в рамках той же сделки отправился Рюштю Речбер. За стамбульский клуб Энке провёл всего один матч, против «Истанбулспора» (10 августа 2003, счёт 0:3), в ходе которого фанаты «Фенербахче», обозлённые неудачной игрой вратаря, бросали в него различные предметы. После этого шокированный Энке немедленно покинул клуб. 4,5 месяца он формально числился в «Барселоне», в состав не проходил, а в январе 2004 года был отдан в аренду в клуб «Тенерифе», являвший середняком Сегунды, до конца сезона 2003/04; там он провёл 9 матчей.
В июле 2004 года Энке на правах свободного агента подписал контракт с «Ганновером», где и выступал до конца своих дней. Во времена его выступлений за «Ганновер» клуб, как правило, находился в середине таблицы. Все годы, проведённые в этом клубе, Энке являлся основным вратарём и капитаном команды. В «Ганновере» Энке зарекомендовал себя как надёжный вратарь и был дважды признан лучшим голкипером Бундеслиги в 2006 и 2009 году. Свой последний матч Энке сыграл 8 ноября 2009 года в матче с «Гамбургом» (2:2) за два дня до смерти.

### Национальная сборная
В марте 2007 года Энке получил приглашение в состав национальной сборной (до этого он однажды вызывался туда летом 1999 года, на Кубок конфедераций, где был дублёром Йенса Леманна и на поле не вышел). Его первым матчем стала товарищеская игра против команды Дании (0:1; 28 марта 2007). К тому времени из сборной ушёл Оливер Кан, и первым вратарём «бундестим» был Леманн, во времена Кана обычно бывший в тени Оливера. На Евро-2008 Энке был включён в заявку, но на поле так и не вышел — все матчи турнира провёл уверенно игравший опытный Леманн (третьим же вратарём был молодой Рене Адлер); на том турнире немцы стали вторыми, уступив в финале испанцам. Евро-2008 стал последним турниром Леманна в составе сборной, и после его ухода за место в воротах боролись Энке и Адлер, проведшие в отборочной группе ЧМ-2010, из которой немцы вышли с первого места без единого поражения, по 5 матчей. Всего же Энке провёл за сборную Германии, руководимую во времена его выступлений Йоахимом Лёвом, 8 матчей. Последний свой матч за сборную Роберт Энке провёл против сборной Азербайджана 12 августа 2009 года.

### Смерть
Погиб в городке Нойштадт-ам-Рюбенберге 10 ноября 2009 года в возрасте 32 лет. В 18:25 по местному времени Энке остановил автомобиль в 10 метрах от рельсов и пошёл вдоль путей. Приблизительно через сто метров его сбил экспресс Гамбург-Бремен, поезд ехал со скоростью 160 км в час. Известно, что Роберт обращался за психиатрической помощью ещё в 2003 году, когда не смог закрепиться в основном составе «Барселоны». С того времени он постоянно наблюдался у психиатра, страдая от депрессии и страха потерять работу и семью. Перед смертью он разговаривал с лечащим врачом и отказался госпитализироваться в стационар. В предсмертной записке, обнаруженной на переднем сиденье машины, по информации немецких СМИ, Энке просил прощения у семьи и врачей.

## Память
В связи с гибелью Энке Немецкий футбольный союз принял решение отменить назначенный на 14 ноября 2009 года товарищеский матч против сборной Чили.
В 2011 году в Ганновере одна из улиц, расположенных рядом с «АВД-Ареной», получила имя Роберта Энке.

## Семья
У Энке остались жена Тереза и приёмная дочь Лейла, которую они взяли в семью в мае 2009 года. Их родная дочь, Лара, умерла в сентябре 2006 года в возрасте двух лет из-за врождённого порока сердца.

## Титулы и достижения
- Вице-чемпион Европы: 2008
- Лучший вратарь Бундеслиги: 2005/06, 2008/09
- 3-е место в чемпионате Португалии: 1999/2000